# Tall Dżadaja
Tall Dżadaja (arab. تل جدايا) – wieś w Syrii, w muhafazie Al-Hasaka. W 2004 roku liczyła 301 mieszkańców.